# Essai sur les révolutions
Ne doit pas être confondu avec Essai sur la révolution.
Essai historique, politique et moral sur les révolutions anciennes et modernes, considérées dans leurs rapports avec la Révolution française est un essai de François-René de Chateaubriand paru en 1797.

## Genèse
Chateaubriand en commence la rédaction en 1794.

## Édition
Il paraît dans un premier temps, par l'entremise de Jean-Gabriel Peltier, chez Deboffe à Londres, puis à Hambourg chez J. F. Fauche et à Paris chez Le Mière.
Une réédition paraît chez Henri Colburn en 1814 ; Chateaubriand fait ensuite figurer l'Essai sur les révolutions dans l'édition des Œuvres complètes parue chez Ladvocat en 1826.

## Postérité
Il ne subsisterait des trois premières éditions que vingt-cinq exemplaires.